# Kanton Canteleu
Kanton Canteleu is een kanton van het Franse departement Seine-Maritime. Het kanton maakt deel uit van het arrondissement Rouen. Het heeft een oppervlakte van 55,38 km² en telt 28 359 inwoners in 2017, dat is een dichtheid van 512 inwoners/km².
Het kanton Canteleu heeft ooit al bestaan van 1790 tot 1800.
Het werd heropgericht bij decreet van 27 februari 2014, met uitwerking op 22 maart 2015 en omvat volgende 6 gemeenten:
- Canteleu (hoofdplaats)
- Hautot-sur-Seine
- Maromme
- Sahurs
- Saint-Pierre-de-Manneville
- Val-de-la-Haye